# Governo Valls II
Il secondo governo Valls è stato il trentottesimo governo della Quinta Repubblica francese. Manuel Valls, che già era primo ministro dal 31 marzo 2014 (governo Valls I), fu confermato il 25 agosto 2014 dal Presidente della Repubblica François Hollande, a seguito delle dimissioni dello stesso primo ministro dovute a polemiche interne al governo. Il 26 agosto 2014 fu ufficializzata la lista dei ministri. Il 6 dicembre 2016 Valls presentò le dimissioni in seguito alla decisione di presentarsi alle primarie del Partito Socialista in vista delle elezioni presidenziali previste per la primavera del 2017. Il presidente Hollande incaricò il ministro dell'Interno Bernard Cazeneuve di costituire un nuovo esecutivo (governo Cazeneuve).

## Composizione
Composizione al 2 settembre 2015:
     Partito Socialista (PS)
     PRG 
     PRG / Walwari
     Indipendenti

### Primo ministro
| Immagine |  | Funzione       | Nome         | Partito |
| -------- |  | -------------- | ------------ | ------- |
|          |  | Primo ministro | Manuel Valls | PS      |

### Ministri
| Immagine |  | Funzione                                                                                    | Nome                                     | Partito       |
| -------- |  | ------------------------------------------------------------------------------------------- | ---------------------------------------- | ------------- |
|          |  | Ministro degli Affari esteri e dello Sviluppo internazionale                                | Laurent Fabius                           | PS            |
|          |  | Ministro dell'Ecologia, dello Sviluppo sostenibile e dell'Energia                           | Ségolène Royal                           | PS            |
|          |  | Ministro dell'Educazione nazionale, dell'Università e della Ricerca                         | Najat Vallaud-Belkacem                   | PS            |
|          |  | Ministro della Giustizia, Guardasigilli                                                     | Christiane Taubira                       | PRG / Walwari |
|          |  | Ministro delle Finanze e dei Conti pubblici                                                 | Michel Sapin                             | PS            |
|          |  | Ministro della Difesa                                                                       | Jean-Yves Le Drian                       | PS            |
|          |  | Ministro degli Affari sociali, della Sanità e dei Diritti delle donne                       | Marisol Touraine                         | PS            |
|          |  | Ministro del Lavoro, dell'Occupazione, della Formazione professionale e del Dialogo sociale | Myriam El Khomri                         | PS            |
|          |  | Ministro dell'Interno                                                                       | Bernard Cazeneuve                        | PS            |
|          |  | Ministro dell'Agricoltura, dell'Agroalimentare e della Foresta - Portavoce del Governo      | Stéphane Le Foll                         | PS            |
|          |  | Ministro dell'Economia, dell'Industria e degli Affari digitali                              | Emmanuel Macron (Fino al 30 Agosto 2016) | Ind.          |
|          |  | Ministro dell'Economia, dell'Industria e degli Affari digitali                              | Michel Sapin (Dal 30 Agosto 2016)        | PS            |
|          |  | Ministro della Casa, dell'Eguaglianza dei territori e della Ruralità                        | Sylvia Pinel                             | PRG           |
|          |  | Ministro della Decentralizzazione e della Funzione pubblica                                 | Marylise Lebranchu                       | PS            |
|          |  | Ministro della Cultura e della Comunicazione                                                | Fleur Pellerin                           | PS            |
|          |  | Ministro della Città, della Gioventù e dello Sport                                          | Patrick Kanner                           | PS            |
|          |  | Ministro dell'Oltremare                                                                     | George Pau-Langevin                      | PS            |
|          |  |                                                                                             |                                          |               |

### Segretari di Stato
| Immagine |  | Funzione | Ministero di appartenenza                                                        | Nome                 | Partito |
| -------- |  | --- | -------------------------------------------------------------------------------- | -------------------- | ------- |
|          |  | Segretario di Stato incaricato dei Rapporti con il Parlamento                                                  | Primo ministro                                                                   | Jean-Marie Le Guen   | PS      |
|          |  | Segretario di Stato incaricato della Riforma dello Stato e della Semplificazione                               | Primo ministro                                                                   | Clotilde Valter      | PS      |
|          |  | Segretario di Stato incaricato degli Affari Europei                                                            | Ministero degli Affari Esteri e dello Sviluppo Internazionale                    | Harlem Désir         | PS      |
|          |  | Segretario di Stato incaricato dello Sviluppo e della Francofonia                                              | Ministero degli Affari Esteri e dello Sviluppo Internazionale                    | Annick Girardin      | PRG     |
|          |  | Segretario di Stato incaricato del Commercio estero, della promozione del Turismo e dei Francesi all'Estero    | Ministero degli Affari Esteri e dello Sviluppo Internazionale                    | Matthias Fekl        | PS      |
|          |  | Segretario di Stato incaricato dei Trasporti, del Mare e della Pesca                                           | Ministero dell'Ecologia, dello Sviluppo sostenibile e dell'Energia               | Alain Vidalies       | PS      |
|          |  | Segretario di Stato incaricato dell'Insegnamento superiore e della Ricerca                                     | Ministero dell'Educazione nazionale, dell'Insegnamento superiore e della Ricerca | Thierry Mandon       | PS      |
|          |  | Segretario di Stato incaricato del Bilancio                                                                    | Ministero delle Finanze e dei Conti pubblici                                     | Christian Eckert     | PS      |
|          |  | Segretario di Stato incaricato dei Veterani e della Memoria                                                    | Ministero della Difesa                                                           | Jean-Marc Todeschini | PS      |
|          |  | Segretario di Stato incaricato della Famiglia, delle Persone anziane, dell'Autonomia e dell'Infanzia           | Ministero degli Affari sociali, della Sanità e dei Diritti delle Donne           | Laurence Rossignol   | PS      |
|          |  | Segretario di Stato incaricato delle Persone portatrici di handicap e della Lotta contro l'esclusione          | Ministero degli Affari sociali, della Sanità e dei Diritti delle Donne           | Ségolène Neuville    | PS      |
|          |  | Segretario di Stato incaricato dei Diritti delle Donne                                                         | Ministero degli Affari sociali, della Sanità e dei Diritti delle Donne           | Pascale Boistard     | PS      |
|          |  | Segretario di Stato incaricato del Commercio, dell'Artigianato, del Consumo e dell'Economia sociale e solidale | Ministero dell'Economia, dell'Industria e degli Affari digitali                  | Martine Pinville     | PS      |
|          |  | Segretario di Stato incaricato degli Affari digitali                                                           | Ministero dell'Economia, dell'Industria e degli Affari digitali                  | Axelle Lemaire       | PS      |
|          |  | Segretario di Stato incaricato della Riforma territoriale                                                      | Ministero della Decentralizzazione e della Funzione Pubblica                     | André Vallini        | PS      |
|          |  | Segretario di Stato incaricato dello Sport                                                                     | Ministero della Città, della Gioventù e dello Sport                              | Thierry Braillard    | PRG     |